# Het Document van Ali-Ben Doerak
Het Document van Ali-Ben Doerak (Spaans: El plano de Alí-Gusa-No) is een stripalbum uit de reeks Paling en Ko van tekenaar Francisco Ibáñez. De oorspronkelijke versie werd in 1975 uitgebracht als #32 in de Ases del Humor-reeks na voorpublicatie in het stripblad Mortadelo (zoals de lange kale helft van het tweetal in het Spaans heet) van oktober tot december 1974. In 1981 werd het album in het Nederlands uitgebracht als #28.

## Naamsverwarring
Als gevolg van een jarenlange naamsverwarring wordt de kale meestervermommer hier Ko genoemd en de korte met de twee haren (door zijn collega steevast met chef en u aangesproken) Paling.

## Verhaal
De Arabische koopman Ali-Ben Doerak verzamelde een paar jaar geleden tien zogenoemde neven om zich heen aan wie hij voor een miljoenenprijs een droge woestijnvlakte verkocht en hen elk een deel van de overdracht - het document - gaf. Nu blijkt er een uraniummijn in de grond te zitten en maken de eigenaren alsnog kans om multimiljardair te worden met alle stukjes document bij elkaar. Paling en Ko lijken niet te luisteren wanneer hun baas, de Superintendant, dit verhaal vertelt, maar de boodschap is wel degelijk overgekomen; ze moeten de 'neven' zien op te sporen en hen vragen hun stuk document af te staan ter bewaring voordat een vijandelijke organisatie de kans krijgt om hen voorgoed het zwijgen op te leggen. Het gaat om de volgende personen;
- De alpinist Frits Brekebeen
- De jager Peter Hondenmepper
- De matroos Rinus Zoetzuur
- De metselaar Kees Puinruimer
- De speleoloog Maarten Mol
- De boer Helmuth Kool
- De dierenbeschermer Leo de Leeuw
- De vuurwerkkunstenaar Piet Pyromaan
- De egyptoloog Sylvester Mummie

Ondanks hun voorzorgsmaatregelen worden Paling en Ko in elk van deze hoofdstukken afgeluisterd door de O.A.S.I.O. Als de agenten van deze organisatie (die in het Spaans A.B.U.E.L.A. heet, oftewel O.M.A. of O.P.O.E.) ontdekken dat de chef ook tot de neven behoort lopen zij de deur plat om het beslissende stukje document te bemachtigen. Een van hen weet het te ontfutselen door zich voor te doen als de chef, maar de kale schakelt hem uit door hem een elektrische schok toe te dienen. Probleem is echter dat ook het stukje met de handtekening van Ali-Ben Doerak wordt verbrand, waardoor de rest van het document niets waard is. De kale ontvlucht de wraak van de chef en diens medegedupeerden door zich op een andere planeet te verstoppen.

## Invloed
Het verhaal is mogelijk geïnspireerd door De twaalf werken van Steven Sterk van Smurfen-tekenaar Peyo. Ibáñez heeft zich overigens vaker laten beïnvloeden door de Franco-Belgische strip.